# TV Continental
TV Continental foi uma emissora de televisão brasileira sediada no Rio de Janeiro, antes capital federal e posteriormente estado da Guanabara. Operava no canal 9 VHF e foi a terceira estação de TV da cidade, inaugurada em 1959 pelo deputado estadual pelo então Distrito Federal Rubens Berardo. No início da década de 1970, encontrando-se em má situação financeira, a Continental encerrou suas atividades e teve sua concessão cassada.

## História
Após a transmissão de um amistoso entre as seleções brasileira e inglesa de futebol como pré-estreia, em 13 de maio de 1959, ocorrido no Estádio Jornalista Mário Filho, a TV Continental do Rio de Janeiro foi inaugurada às 19 horas de 30 de junho, em solenidade que contou com a presença do então presidente da República Juscelino Kubitschek. A emissora, de programação generalista, com diversos formatos, estava localizada em um espaço no bairro Laranjeiras utilizado pela produtora cinematográfica Flama, da qual Rubens Berardo também era proprietário, e um de seus estúdios era o maior do Brasil. Com um departamento de cinema, o canal contava com modernas condições técnicas para revelação de filmes.
Seis meses após seu lançamento, a Continental foi a primeira estação de TV do país a utilizar videotape, por meio de uma demonstração no hotel Copacabana Palace apresentada por Carlos Pallut, seu diretor de jornalismo, e Riva Blanche, com direção de Haroldo Costa.

Jornalista Heron Domingues ao lado de uma câmera da TV Continental; em 1966 foi arrendatário da emissora

A emissora contava com extenso departamento artístico, responsável, em sua grade, principalmente, por musicais e teleteatros. Alguns de seus atores provinham da TV Paulista, com a qual havia firmado um acordo. Porém, o quadro de funcionários no setor encolheu à medida em que o canal passava por problemas financeiros, resultando em greves por falta de pagamento. Em 1966, a Continental foi arrendada, por seis meses, ao jornalista Heron Domingues para reverter a má administração financeira em que se encontrava. Àquela altura, artistas migravam para outras estações que ofereciam melhores salários.
No início da década de 1970, a emissora foi despejada de seu espaço e alocou-se em um imóvel no bairro Vila Isabel, passando depois a gerar seu sinal direto de um caminhão de externas em frente ao Grajaú Tênis Clube. Com programação de uma hora veiculando apenas filmes, o canal saiu do ar em setembro de 1971, retornando em 19 de novembro com a transmissão de programas educativos para o público infantil produzidos pelo Serviço de Televisão Educativa da Secretaria de Educação da Guanabara (na época estado localizado na antiga cidade do Rio) entre 19h e 21h, cuja foi interrompida em 17 de dezembro devido à descontinuidade das operações da emissora.
Em 22 de fevereiro de 1972, o então presidente Emílio Garrastazu Médici assinou decreto cassando a concessão da Continental após sugestão do Conselho Nacional de Telecomunicações (CONTEL), que acompanhou a situação do canal e alegou que, além de estar fora do ar, teve pedido de falência deferido pela Justiça.
Posteriormente, transmissor, torre e antena da Continental foram postos a leilão e arrematados pelo empresário e apresentador de televisão Silvio Santos para inaugurar em 1976 sua primeira emissora, a TVS, no Rio de Janeiro. Descobriu-se que o equipamento para transmissão do antigo canal já operava em cores, antes do sistema PAL-M ser lançado no Brasil em 1972.